# Округ Ошијана (Мичиген)
Ошијана (енгл. Oceana County) је округ у америчкој савезној држави Мичиген.

## Демографија
По попису из 2010. године број становника је 26.570, што је 303 (-1,1%) становника мање него 2000. године.
| Група             | 2000.          | 2010.          |
| Белци             | 23.066 (85,8%) | 22.227 (83,7%) |
| Афроамериканци    | 86 (0,3%)      | 119 (0,4%)     |
| Азијати           | 67 (0,2%)      | 61 (0,2%)      |
| Хиспаноамериканци | 3.119 (11,6%)  | 3.629 (13,7%)  |
| Укупно            | 26.873         | 26.570         |